# Dieter
Dieter ist ein männlicher Vorname, der auch als Familienname vorkommt.

## Herkunft und Bedeutung
Zur Herkunft des Namens Dieter sind verschiedene Erklärungen möglich:
- Dieter als eine Kurzform des Namens Dietrich,[1]
- Dieter als eigenständiger Name in althochdeutschem Kontext.[1]

## Verbreitung
Verbreitung fand der Name auch wegen der Sagenfigur des Dietrich von Bern, dessen jüngerer Bruder Dieter im Kampf gegen Wittich fiel. Ein Höhepunkt der Beliebtheit in Deutschland für Dieter als Taufname war kurz nach Ende des Zweiten Weltkriegs zu verzeichnen. Der 1065 in Thy gestorbene Dieter von Vestervig – auch Dietger oder Theodgar bzw. Theodgarus – gilt als Missionar, der den Norden Jütlands christianisierte.
Der Name war in Deutschland besonders von Anfang der 1930er bis Mitte der 1960er Jahre ein populärer Jungenname. Danach ließ seine Beliebtheit stetig nach. In den letzten 10 Jahren wurde er circa 350 Mal vergeben. In der Schweiz wurde der Name von 1930 bis Anfang der 1990er Jahre regelmäßig vergeben. Besonders beliebt war der Name Dieter von Anfang der 1950er bis Ende der 1960er Jahre, in diesem Zeitraum lag er dauerhaft in den Top-100. Von 1930 bis 2023 wurde er etwa 3.700 Mal vergeben. In Österreich befand sich der Name in den Jahren 1984 und 1985 in den Top-100, danach ließ seine Popularität nach. Seit Mitte der 1990er Jahre liegt er nicht mehr in den Top-200 und wird nur noch sporadisch bei der Namenswahl berücksichtigt.
Der Name lag in Belgien von 1995 bis zum Jahr 2000 in den Top-200. In den Niederlanden befindet sich Dieter seit 1930 fast jedes Jahr in den Hitlisten, er gilt aber als nur mäßig beliebt. In Frankreich tauchte der Name während des 2. Weltkrieges zeitweise in den Top-250 der Hitlisten auf. Ebenso befand sich der Name in Tschechien während des Zweiten Weltkriegs in den Top-150. In den nordischen Ländern Dänemark, Norwegen und Schweden ist der Name nur mäßig beliebt.
Dieter kommt in den USA seit Anfang der 1950er Jahre fast jährlich in den Vornamenscharts vor. Von 1930 bis 2023 wurden rund 920 Jungen so genannt. Seine Vergabe ist auch in England, Schottland und Kanada nachgewiesen.

## Namensträger

### Vorname
Da Dieter ein sehr verbreiteter Vorname ist, hier nur einige sehr bekannte Vornamensträger:
- Dieter Althaus (* 1958), deutscher Politiker und ehemaliger Ministerpräsident
- Dieter Bohlen (* 1954), deutscher Musiker, Musikproduzent und Songwriter
- Dieter Borsche (1909–1982), deutscher Theater- und Filmschauspieler
- Dieter Eckstein (* 1964), deutscher Fußballspieler
- Dieter Görsdorf (* 1937), deutscher Spion, Offizier der Volksmarine (DDR)
- Dieter Hallervorden (* 1935), deutscher Komiker und Kabarettist
- Dieter Hallervorden junior (* 1963), ehemaliger deutscher Schauspieler
- Dieter Krompaß (* 1954), deutscher Badmintonspieler
- Dieter Thomas Heck (1937–2018), deutscher Showmaster
- Dieter Hecking (* 1964), deutscher Fußballtrainer
- Dieter Hildebrandt (1927–2013), deutscher Kabarettist und Autor
- Dieter Hoeneß (* 1953), deutscher Fußballmanager
- Dieter Hundt (* 1938), deutscher Unternehmer, Arbeitgeberpräsident und Fußballfunktionär
- Dieter Jaßlauk (1934–2019), deutscher Schauspieler und Hörspielsprecher
- Dieter Kronzucker (* 1936), deutscher Journalist und Fernsehmoderator
- Dieter Thomas Kuhn (* 1965), deutscher Musiker
- Dieter Kuprella (1946–2025), deutscher Basketballtrainer und ehemaliger Basketballnationalspieler
- Dieter Kürten (* 1935), deutscher Sportreporter und ZDF-Sportmoderator
- Dieter Kursawe (1934–1996), deutscher Schauspieler und Synchronsprecher
- Dieter Lattmann (1926–2018), deutscher Schriftsteller und Politiker
- Dieter Lintz (1959–2014), deutscher Journalist
- Dieter Lohmar (* 1955), deutscher Philosoph und Archivdirektor
- Dieter Lohr (* 1965), deutscher Schriftsteller und Hörbuch-Verleger
- Dieter Neubert (* 1952), deutscher Entwicklungssoziologe, Hochschullehrer
- Dieter Nuhr (* 1960), deutscher Kabarettist und Moderator
- Dieter Pfaff (1947–2013), deutscher Schauspieler und Regisseur
- Dieter Rams (* 1932),  deutscher Industriedesigner
- Dieter Reiter (* 1958), deutscher Kommunalpolitiker (SPD), Oberbürgermeister von München
- Dieter Thoma (* 1969), deutscher Skispringer
- Dieter Wedel (1939–2022), deutscher Regisseur und Drehbuchautor
- Dieter Wellershoff (1925–2018), deutscher Schriftsteller
- Dieter Witting (1943–2023), deutsch-österreichischer Schauspieler
- Dieter Zetsche (* 1953), deutscher Manager, Vorstandsvorsitzender der Daimler AG
- Dieter E. Zimmer (1934–2020), deutscher Schriftsteller und Übersetzer

### Familienname
- Christian Ludwig Dieter (1757–1822), deutscher Komponist, auch Dietter
- Erich Dieter (1896–1960), deutscher Politiker (SPD), Mitglied des Abgeordnetenhauses von Berlin
- Fritz Dieter (1931–2002), deutscher Architekt
- Gerburg Treusch-Dieter (1939–2006), deutsche Soziologin und Schauspielerin, Professorin für Soziologie und Kulturwissenschaften
- Gerhard Dieter (1933–2013), deutscher Boxer
- Hans Dieter (1881–1968), deutscher Landschaftsmaler des Impressionismus und Dichter
- Hans-Heinrich Dieter (* 1947), General der Bundeswehr
- Heribert Dieter, deutscher Politikwissenschaftler an der Universität Potsdam
- Hermann H. Dieter (* 1945), deutscher Biochemiker und Toxikologe am deutschen Umweltbundesamt
- Horst Dieter (1930–2001), deutscher Althistoriker
- Jean Baptiste Dieter (1903–1955), deutscher Ordensgeistlicher, Missionar und Bischof in Ozeanien
- Jürgen Dieter (* 1955), deutscher Landespolitiker (Hessen) (SPD)
- Karl Dieter (1903–1956), deutscher Kriminalrat und Leiter des Jugendkonzentrationslagers Moringen
- Rolf Dieter, deutscher Basketballnationalspieler
- Theodor Dieter (* 1951), deutscher evangelischer Theologe
- Ulrich Dieter (1932–2018), deutscher Mathematiker
- Walter Dieter (Mediziner) (1895–1973), deutscher Ordinarius für Augenheilkunde in Breslau und Augenarzt in Kiel
- Werner Dieter (* 1929), deutscher Industriemanager